# Радіша (річка)
Радіша (словац. Radiša) — річка в Словаччині, ліва притока Бебрави, протікає в окрузі Бановці-над-Бебравою.
Довжина — 26 км.
Бере початок в масиві Стражовске-Врхи над селом Кшинна на висоті 800 метрів. Впадають потік Омастіна і Завада.
Впадає у Бебраву при місті Бановці-над-Бебравою.